# Ange Paulin Terver
 (avril 2020).
Si vous disposez d'ouvrages ou d'articles de référence ou si vous connaissez des sites web de qualité traitant du thème abordé ici, merci de compléter l'article en donnant les références utiles à sa vérifiabilité et en les liant à la section « Notes et références ».
Ange Paulin Terver, né le 4 octobre 1798 à Lyon (Rhône) et mort le 15 août 1875 à Fontaines-sur-Saône (Rhône), est un malacologiste français.

## Biographie
Dès son plus jeune âge, son père lui communiqua sa passion pour l'entomologie. La fortune de son père ayant péri dans un naufrage, il abandonne ses études à Colmar pour trouver du travail à Lyon. Alors âgé de 14 ans, il consacre ses rares heures de loisir à ses études et à ses collections. Il parcourt les environs lyonnais à la recherche d'insectes et de mollusques et ne tarde pas à faire de la malacologie son domaine de prédilection et à se faire une réputation. C'est ainsi qu'il côtoie d'autres savants lyonnais, comme le botaniste Nicolas Charles Seringe (1776-1858), directeur du Jardin des plantes à Lyon ou encore le malacologiste Gaspard Louis André Michaud (1795-1880).
Il réalise les 3 belles lithographies qui ornent le supplément au Catalogue des Mollusques de Draparnaud que Michaud rédigea en 1831. Il figura ainsi avec une précision de dessin inégalée 123 figures de coquilles nouvelles, dont beaucoup proviennent de sa propre collection.
Sa collection devient alors considérable par les nombreuses séries de mollusques marins et exotiques du monde entier qu'il rassemble. Il s'attacha à partir de sa collection à réaliser de nombreuses planches inédites (plus de 200) pour pallier les représentations trop imparfaites des autres auteurs.
Ses publications sont peu nombreuses. Il publia un mémoire dans le premier volume du Journal de Conchyliologie et quelques travaux dans les Annales de la Société d'Agriculture de Lyon, dont il était membre. En 1853, il est nommé secrétaire de la Commission des soies de Lyon, au sein de la Société d'Agriculture.
En 1875, alors âgé de 77 ans, il se retire à la campagne à Fontaines-sur-Saône et déménage seul ses collections. Il meurt dans cette ville, tandis qu'il rangeait son dernier échantillon.
Son fils, le Dr Pierre Terver fut président du conseil général du Rhône. Sa collection fut cédée par sa famille au Muséum d'Histoire naturelle de Lyon.

## Publications
- 1831. Lithographies XIV-XVI in Complément de l'Histoire naturelle des Mollusques terrestres et fluviatiles de la France par Gaspard Louis André Michaud
- 1839. Catalogue des Mollusques terrestres et fluviatiles observés dans les possessions françaises du nord de l'Afrique. Lyon, 39 p., 4 pl.
- 1850. Observations sur quelques Mollusques du genre Helix, comprenant le groupe des espèces luisantes indiquées par M. l'abbé Dupuy dans son troisième fascicule de l'Histoire naturelle des Mollusques de France. Journal de Conchyliologie, tome I, p. 175.
- 1853. Observations sur la classification du genre Helix, et sur la Monographia Helicorum viventium du Dr Pfeiffer, de Cassel. Annales de la Société d'Agriculture de Lyon, 2e série, tome V.
- 1860. Notes sur les fossiles du lehm. Procès-verbaux des séances de la session extraordinaire de la Société géologique de France. Annales de la Société d'Agriculture de Lyon, 3e série, tome IV.